# Seznam katastrálních území v okrese Jindřichův Hradec
V této tabulce je uveden kompletní výčet katastrálních území Okresu Jindřichův Hradec, včetně rozlohy a sídel, které na nich leží.
| Název KÚ                          | Sídla | Obec                        | km2   | Obyvatel (2001) |
| --------------------------------- | --- | --------------------------- | ----- | --------------- |
| A                                 | A | A                           | A     |                 |
| Albeř                             | Albeř | Nová Bystřice               | 8,89  | 138             |
| Artolec                           | Artolec | Nová Bystřice               | 4,65  | 69              |
| Báňovice                          | Báňovice | Báňovice                    | 4,79  | 110             |
| Bednárec                          | Bednárec | Bednárec                    | 7,79  | 102             |
| Bednáreček                        | Bednáreček                                                                                                  | Bednáreček                  | 6,94  | 181             |
| Bělčovice                         | Bělčovice                                                                                                   | Dešná                       | 3,13  | 39              |
| Bílá u Sedla                      | Bílá | Číměř                       | 4,77  | 12              |
| Bílkov                            | Bílkov | Dačice                      | 6,34  | 407             |
| Blato u Hůrek                     | Blato | Nová Bystřice               | 7,6   | 24              |
| Blažejov                          | Blažejov | Blažejov                    | 3,68  | 169             |
| Bor                               | Bor | Suchdol nad Lužnicí         | 9,22  | 70              |
| Borek u Dačic                     | Borek | Dačice                      | 6,16  | 106             |
| Bořetín u Strmilova               | Bořetín | Bořetín                     | 5,87  | 87              |
| Brandlín                          | Brandlín | Volfířov                    | 4,72  | 86              |
| Branná                            | Branná | Třeboň                      | 15,62 | 325             |
| Březina u Deštné                  | Březina | Březina                     | 9,52  | 159             |
| Břilice                           | Břilice | Třeboň                      | 13,8  | 775             |
| Budeč                             | Borová, Budeč                                                                                               | Budeč                       | 5,12  | 231             |
| Budíškovice                       | Budíškovice                                                                                                 | Budíškovice                 | 9,46  | 498             |
| Budkov u Střížovic                | Budkov | Střížovice                  | 2,79  | 22              |
| Buk u Jindřichova Hradce          | Buk | Jindřichův Hradec           | 7,17  | 214             |
| Cep                               | Cep | Cep                         | 35,47 | 178             |
| Cizkrajov                         | Cizkrajov                                                                                                   | Cizkrajov                   | 10,64 | 317             |
| Červený Hrádek u Dačic            | Červený Hrádek                                                                                              | Červený Hrádek              | 6,79  | 223             |
| Česká Olešná                      | Česká Olešná                                                                                                | Strmilov                    | 8,07  | 308             |
| České Velenice                    | České Velenice                                                                                              | České Velenice              | 12,09 | 3 523           |
| Český Rudolec                     | Český Rudolec                                                                                               | Český Rudolec               | 7,76  | 682             |
| Číměř                             | Číměř | Číměř                       | 12,9  | 403             |
| Člunek                            | Člunek | Člunek                      | 8,65  | 251             |
| Dačice                            | Dačice I, Dačice II, Dačice III, Dačice IV, Dačice V, Toužín                                                | Dačice                      | 12,9  | 6 227           |
| Dančovice                         | Dančovice                                                                                                   | Dešná                       | 6,27  | 71              |
| Děbolín                           | Děbolín | Jindřichův Hradec           | 8,4   | 210             |
| Dešná u Dačic                     | Dešná | Dešná                       | 8,36  | 310             |
| Deštná u Jindřichova Hradce       | Deštná | Deštná                      | 10,27 | 629             |
| Dětřiš                            | Staré Město pod Landštejnem                                                                                 | Staré Město pod Landštejnem | 1,48  | 0               |
| Dívčí Kopy                        | Dívčí Kopy                                                                                                  | Dívčí Kopy                  | 2,73  | 61              |
| Dobrá Voda u Číměře               | Dobrá Voda                                                                                                  | Číměř                       | 6,14  | 37              |
| Dobrohošť                         | Dobrohošť                                                                                                   | Dobrohošť                   | 3,38  | 44              |
| Dobrotín                          | Dobrotín | Staré Město pod Landštejnem | 5,4   | 8               |
| Dolní Bolíkov                     | Dolní Bolíkov                                                                                               | Cizkrajov                   | 1,06  | 90              |
| Dolní Bolíkov-Nová Ves            | Nová Ves | Český Rudolec               | 3,8   | 11              |
| Dolní Bolíkov-Rubašov             | Rubašov | Slavonice                   | 0,09  | 1               |
| Dolní Lhota u Stráže nad Nežárkou | Dolní Lhota                                                                                                 | Stráž nad Nežárkou          | 26,56 | 101             |
| Dolní Němčice                     | Dolní Němčice                                                                                               | Dačice                      | 6,16  | 359             |
| Dolní Pěna                        | Dolní Pěna                                                                                                  | Dolní Pěna                  | 5,29  | 113             |
| Dolní Radíkov                     | Nový Svět, Radíkov                                                                                          | Český Rudolec               | 4,94  | 35              |
| Dolní Radouň                      | Dolní Radouň                                                                                                | Jindřichův Hradec           | 14,44 | 214             |
| Dolní Skrýchov                    | Dolní Skrýchov                                                                                              | Jindřichův Hradec           | 1,95  | 270             |
| Dolní Žďár u Lásenice             | Dolní Žďár                                                                                                  | Dolní Žďár                  | 3,75  | 62              |
| Domanín u Třeboně                 | Domanín | Domanín                     | 12,41 | 303             |
| Domašín u Studené                 | Domašín | Studená                     | 2,63  | 83              |
| Doňov                             | Doňov | Doňov                       | 5,13  | 90              |
| Drunče                            | Annovice, Drunče                                                                                            | Drunče                      | 4,11  | 60              |
| Dunajovice                        | Dunajovice                                                                                                  | Dunajovice                  | 8,18  | 187             |
| Dvorce u Stráže nad Nežárkou      | Dvorce | Stráž nad Nežárkou          | 1,81  | 18              |
| Dvoreček                          | Dvoreček | Blažejov                    | 2,34  | 11              |
| Dvory nad Lužnicí                 | Dvory nad Lužnicí                                                                                           | Dvory nad Lužnicí           | 15,64 | 327             |
| Frahelž                           | Frahelž | Frahelž                     | 2,99  | 148             |
| Hadravova Rosička                 | Hadravova Rosička                                                                                           | Hadravova Rosička           | 2,7   | 68              |
| Halámky                           | Halámky | Halámky                     | 6,9   | 168             |
| Hamr                              | Hamr | Hamr                        | 11,94 | 373             |
| Hatín                             | Hatín, Jemčina                                                                                              | Hatín                       | 28,11 | 159             |
| Heřmaneč                          | Heřmaneč | Heřmaneč                    | 5,09  | 79              |
| Hluboká u Dačic                   | Hluboká | Dešná                       | 4,99  | 50              |
| Holešice u Cizkrajova             | Holešice | Cizkrajov                   | 4,69  | 80              |
| Holičky u Staré Hlíny             | Holičky, Nová Hlína                                                                                         | Třeboň                      | 25,54 | 226             |
| Horní Bolíkov                     | Horní Bolíkov                                                                                               | Studená                     | 6,13  | 123             |
| Horní Dvorce                      | Horní Dvorce                                                                                                | Zahrádky                    | 3,13  | 22              |
| Horní Lhota u Lásenice            | Horní Lhota                                                                                                 | Dolní Žďár                  | 3,08  | 47              |
| Horní Meziříčko                   | Horní Meziříčko                                                                                             | Horní Meziříčko             | 4,39  | 110             |
| Horní Němčice                     | Horní Němčice                                                                                               | Horní Němčice               | 4,15  | 94              |
| Horní Olešná                      | Horní Olešná                                                                                                | Popelín                     | 4,84  | 70              |
| Horní Pěna                        | Horní Pěna                                                                                                  | Horní Pěna                  | 8,93  | 403             |
| Horní Pole                        | Horní Pole                                                                                                  | Studená                     | 4,37  | 98              |
| Horní Radíkov                     | Horní Radíkov                                                                                               | Český Rudolec               | 2,18  | 10              |
| Horní Radouň                      | Horní Radouň                                                                                                | Horní Radouň                | 9,48  | 196             |
| Horní Skrýchov                    | Horní Skrýchov                                                                                              | Horní Skrýchov              | 3,63  | 84              |
| Horní Slatina                     | Horní Slatina                                                                                               | Horní Slatina               | 5,82  | 144             |
| Horní Žďár u Jindřichova Hradce   | Horní Žďár                                                                                                  | Jindřichův Hradec           | 3,23  | 118             |
| Hospříz                           | Hospříz | Hospříz                     | 5,68  | 335             |
| Hostějeves                        | Hostějeves                                                                                                  | Jarošov nad Nežárkou        | 1,9   | 43              |
| Hostkovice u Dolních Němčic       | Hostkovice                                                                                                  | Dačice                      | 3,83  | 73              |
| Hradiště u Nové Bystřice          | Hradiště | Nová Bystřice               | 2,12  | 31              |
| Hradišťko u Dačic                 | Hradišťko                                                                                                   | Dačice                      | 2,72  | 77              |
| Hrachoviště u Třeboně             | Hrachoviště                                                                                                 | Hrachoviště                 | 4,9   | 78              |
| Hrdlořezy u Suchdola nad Lužnicí  | Hrdlořezy                                                                                                   | Suchdol nad Lužnicí         | 18,39 | 130             |
| Hrutkov                           | Hrutkov | Hospříz                     | 2,91  | 33              |
| Hříšice                           | Hříšice | Hříšice                     | 6,4   | 281             |
| Hůrky                             | Hůrky | Nová Bystřice               | 2,28  | 178             |
| Chlum u Třeboně                   | Chlum u Třeboně                                                                                             | Chlum u Třeboně             | 18,62 | 1 844           |
| Chlumec u Dačic                   | Chlumec | Dačice                      | 5,41  | 138             |
| Chvaletín                         | Chvaletín                                                                                                   | Písečné                     | 5,61  | 50              |
| Chvalkovice u Dešné               | Chvalkovice                                                                                                 | Dešná                       | 4,28  | 66              |
| Jarošov nad Nežárkou              | Jarošov nad Nežárkou, Kruplov                                                                               | Jarošov nad Nežárkou        | 9,96  | 705             |
| Jersice                           | Jersice | Hříšice                     | 5,28  | 54              |
| Jilem                             | Jilem | Jilem                       | 4,54  | 120             |
| Jindřichův Hradec                 | Jindřichův Hradec I, Jindřichův Hradec II, Jindřichův Hradec III, Jindřichův Hradec IV, Jindřichův Hradec V | Jindřichův Hradec           | 15,8  | 19 572          |
| Jindřiš                           | Jindřiš | Rodvínov                    | 5,68  | 119             |
| Jižná                             | Červená Lhota, Jižná                                                                                        | Pluhův Žďár                 | 8,25  | 146             |
| Kačlehy                           | Kačlehy | Kačlehy                     | 8,74  | 60              |
| Kadolec u Slavonic                | Kadolec | Slavonice                   | 2,32  | 14              |
| Kamenný Malíkov                   | Kamenný Malíkov                                                                                             | Kamenný Malíkov             | 4,73  | 69              |
| Kaproun                           | Kaproun | Kunžak                      | 4,09  | 6               |
| Kardašova Řečice                  | Kardašova Řečice                                                                                            | Kardašova Řečice            | 32,8  | 1 862           |
| Klášter                           | Klášter | Nová Bystřice               | 10,46 | 49              |
| Klec                              | Klec | Klec                        | 6,32  | 197             |
| Klenov                            | Klenov | Pluhův Žďár                 | 5,17  | 124             |
| Klenová u Hůrek                   | Klenová | Nová Bystřice               | 9,5   | 39              |
| Klikov                            | Františkov, Klikov                                                                                          | Suchdol nad Lužnicí         | 11,66 | 274             |
| Kolence                           | Kolence | Novosedly nad Nežárkou      | 18,36 | 148             |
| Konrac                            | Klášter | Nová Bystřice               | 3,37  | 49              |
| Kostelní Radouň                   | Kostelní Radouň                                                                                             | Kostelní Radouň             | 5,89  | 245             |
| Kostelní Vydří                    | Kostelní Vydří                                                                                              | Kostelní Vydří              | 6,51  | 158             |
| Košlák                            | Staré Město pod Landštejnem                                                                                 | Staré Město pod Landštejnem | 1,2   | 0               |
| Košťálkov                         | Staré Město pod Landštejnem                                                                                 | Staré Město pod Landštejnem | 5,6   | 0               |
| Krabonoš                          | Nová Ves nad Lužnicí                                                                                        | Nová Ves nad Lužnicí        | 8,1   | 0               |
| Kunějov                           | Kunějov | Člunek                      | 9,93  | 51              |
| Kuní pod Landštejnem              | Staré Město pod Landštejnem                                                                                 | Staré Město pod Landštejnem | 1,99  | 0               |
| Kunžak                            | Kunžak | Kunžak                      | 20,57 | 1 214           |
| Lásenice                          | Lásenice | Lásenice                    | 10,4  | 500             |
| Leština u Strmilova               | Leština | Strmilov                    | 2,68  | 14              |
| Léštnice                          | Maříž | Slavonice                   | 1,39  | 0               |
| Lhota u Sedla                     | Lhota | Číměř                       | 3,32  | 51              |
| Libořezy                          | Libořezy | Stříbřec                    | 2,45  | 82              |
| Lidéřovice                        | Lidéřovice                                                                                                  | Peč                         | 7,73  | 115             |
| Lipnice u Markvarce               | Lipnice | Český Rudolec               | 4,79  | 37              |
| Lipolec                           | Lipolec | Dačice                      | 10,74 | 203             |
| Lipovka                           | Lipovka | Deštná                      | 2,43  | 35              |
| Lodhéřov                          | Lodhéřov | Lodhéřov                    | 13,68 | 437             |
| Lomnice nad Lužnicí               | Lomnice nad Lužnicí                                                                                         | Lomnice nad Lužnicí         | 18,9  | 1 585           |
| Lomy u Kunžaku                    | Lomy | Člunek                      | 6,38  | 155             |
| Lovětín                           | Lovětín | Jarošov nad Nežárkou        | 5,87  | 73              |
| Lutová                            | Lutová | Chlum u Třeboně             | 11,57 | 122             |
| Lužnice                           | Lužnice | Lužnice                     | 12,14 | 366             |
| Majdalena                         | Majdalena                                                                                                   | Majdalena                   | 12,96 | 501             |
| Malá Rosička                      | Malá Rosička                                                                                                | Žďár                        | 0,83  | 9               |
| Malíkov nad Nežárkou              | Malíkov nad Nežárkou                                                                                        | Horní Pěna                  | 5,9   | 71              |
| Malý Jeníkov                      | Malý Jeníkov                                                                                                | Strmilov                    | 2,08  | 29              |
| Malý Pěčín                        | Malý Pěčín                                                                                                  | Dačice                      | 5,51  | 153             |
| Malý Ratmírov                     | Malý Ratmírov                                                                                               | Blažejov                    | 2,97  | 8               |
| Manešovice                        | Manešovice                                                                                                  | Budíškovice                 | 2,78  | 47              |
| Marketa                           | Marketa | Písečné                     | 3,2   | 33              |
| Markvarec                         | Markvarec                                                                                                   | Český Rudolec               | 4,29  | 128             |
| Maršov u Heřmanče                 | Maršov | Studená                     | 2,5   | 38              |
| Maříž                             | Maříž | Slavonice                   | 4,51  | 5               |
| Matějovec                         | Matějovec, Rožnov                                                                                           | Český Rudolec               | 13,79 | 20              |
| Matějovec nad Nežárkou            | Matějovec                                                                                                   | Jarošov nad Nežárkou        | 1,77  | 78              |
| Matná                             | Matná | Jindřichův Hradec           | 3,2   | 57              |
| Mirochov                          | Mirochov | Chlum u Třeboně             | 9,72  | 110             |
| Mláka                             | Mláka | Novosedly nad Nežárkou      | 6,03  | 88              |
| Mnich u Kardašovy Řečice          | Mnich | Kardašova Řečice            | 5,42  | 83              |
| Mnich u Nové Bystřice             | Nová Bystřice                                                                                               | Nová Bystřice               | 5,03  | 0               |
| Mníšek                            | Mníšek | Stříbřec                    | 5,18  | 104             |
| Modletice                         | Modletice                                                                                                   | Písečné                     | 2,19  | 23              |
| Mostečný                          | Mostečný | Pluhův Žďár                 | 3,39  | 45              |
| Mosty                             | Mosty, Terezín, Zvůle                                                                                       | Kunžak                      | 12,88 | 98              |
| Mutišov                           | Mutišov | Slavonice                   | 5,26  | 66              |
| Mutná                             | Mutná | Cizkrajov                   | 9,48  | 91              |
| Mutyněves                         | Mutyněves                                                                                                   | Blažejov                    | 5,44  | 21              |
| Najdek u Lodhéřova                | Najdek | Lodhéřov                    | 3,83  | 24              |
| Návary                            | Návary | Staré Město pod Landštejnem | 2,42  | 0               |
| Nekrasín                          | Nekrasín | Jarošov nad Nežárkou        | 1,98  | 26              |
| Nítovice                          | Nítovice | Kardašova Řečice            | 7,61  | 88              |
| Nová Bystřice                     | Nová Bystřice, Ovčárna, Smrčná                                                                              | Nová Bystřice               | 10,68 | 2 789           |
| Nová Olešná                       | Nová Olešná                                                                                                 | Nová Olešná                 | 7,23  | 110             |
| Nová Včelnice                     | Nová Včelnice                                                                                               | Nová Včelnice               | 10,1  | 2 476           |
| Nová Ves nad Lužnicí              | Nová Ves nad Lužnicí, Žofina Huť                                                                            | Nová Ves nad Lužnicí        | 15,7  | 316             |
| Nová Ves u Klikova                | Nová Ves u Klikova                                                                                          | Rapšach                     | 5,29  | 0               |
| Nová Ves u Sedla                  | Nová Ves | Číměř                       | 3,72  | 40              |
| Nové Dvory                        | Nové Dvory                                                                                                  | Staré Hobzí                 | 1,98  | 48              |
| Nové Hobzí                        | Nové Hobzí                                                                                                  | Staré Hobzí                 | 0,82  | 12              |
| Nové Sady u Písečného             | Nové Sady                                                                                                   | Písečné                     | 2,64  | 28              |
| Novosedly nad Nežárkou            | Novosedly nad Nežárkou                                                                                      | Novosedly nad Nežárkou      | 20,28 | 421             |
| Nový Vojířov                      | Nový Vojířov                                                                                                | Nová Bystřice               | 6,08  | 56              |
| Okrouhlá Radouň                   | Okrouhlá Radouň                                                                                             | Okrouhlá Radouň             | 9,08  | 165             |
| Oldřiš u Blažejova                | Oldřiš | Blažejov                    | 5,44  | 86              |
| Olšany u Dačic                    | Olšany | Studená                     | 4,07  | 97              |
| Ostojkovice                       | Ostojkovice                                                                                                 | Budíškovice                 | 7,03  | 170             |
| Otín u Jindřichova Hradce         | Otín | Jindřichův Hradec           | 8,68  | 1 191           |
| Palupín                           | Palupín | Strmilov                    | 2,84  | 75              |
| Peč                               | Peč | Peč                         | 6,44  | 230             |
| Pejdlova Rosička                  | Pejdlova Rosička                                                                                            | Jarošov nad Nežárkou        | 1,64  | 8               |
| Pernárec                          | Staré Město pod Landštejnem                                                                                 | Staré Město pod Landštejnem | 1,56  | 0               |
| Písečné u Slavonic                | Písečné | Písečné                     | 10,96 | 358             |
| Pístina                           | Pístina | Pístina                     | 10,18 | 168             |
| Plačovice                         | Plačovice                                                                                                   | Dešná                       | 2,79  | 33              |
| Plasná                            | Plasná | Pluhův Žďár                 | 3,16  | 42              |
| Plavsko                           | Plavsko | Plavsko                     | 10,86 | 407             |
| Pleše                             | Pleše | Pleše                       | 9,83  | 178             |
| Pluhův Žďár                       | Pluhův Žďár                                                                                                 | Pluhův Žďár                 | 7,45  | 209             |
| Podlesí pod Landštejnem           | Podlesí | Staré Město pod Landštejnem | 4,71  | 10              |
| Pohoří u Kardašovy Řečice         | Pohoří | Pluhův Žďár                 | 3,09  | 36              |
| Políkno u Jindřichova Hradce      | Políkno | Jindřichův Hradec           | 3,57  | 194             |
| Polště                            | Polště | Polště                      | 4,13  | 97              |
| Pomezí pod Landštejnem            | Landštejn, Pomezí                                                                                           | Staré Město pod Landštejnem | 11,05 | 9               |
| Ponědraž                          | Ponědraž | Ponědraž                    | 5,8   | 122             |
| Ponědrážka                        | Ponědrážka                                                                                                  | Ponědrážka                  | 6,37  | 92              |
| Popelín                           | Popelín | Popelín                     | 8,62  | 372             |
| Potočná u Číměře                  | Potočná (Číměř)                                                                                             | Číměř                       | 3,92  | 28              |
| Prostřední Vydří                  | Prostřední Vydří                                                                                            | Dačice                      | 2,9   | 50              |
| Přeseka                           | Přeseka | Třeboň                      | 7,88  | 125             |
| Příbraz                           | Příbraz | Příbraz                     | 7,11  | 221             |
| Radlice u Volfířova               | Radlice | Volfířov                    | 7,56  | 42              |
| Radouňka                          | Radouňka | Jindřichův Hradec           | 7,84  | 655             |
| Rajchéřov                         | Veclov | Staré Město pod Landštejnem | 4,68  | 0               |
| Rancířov                          | Rancířov | Dešná                       | 7,85  | 136             |
| Rapšach                           | Rapšach | Rapšach                     | 23,09 | 550             |
| Ratiboř u Jindřichova Hradce      | Ratiboř | Ratiboř                     | 11,68 | 171             |
| Rodvínov                          | Rodvínov | Rodvínov                    | 7,03  | 273             |
| Romava                            | Veclov | Staré Město pod Landštejnem | 4,41  | 0               |
| Roseč                             | Roseč | Roseč                       | 5,46  | 199             |
| Rosička u Deštné                  | Rosička | Rosička                     | 3,95  | 62              |
| Řečice                            | Lipová, Řečice                                                                                              | Volfířov                    | 6,56  | 138             |
| Samosoly                          | Samosoly | Pluhův Žďár                 | 2,87  | 42              |
| Sedlo u Číměře                    | Sedlo | Číměř                       | 10,93 | 81              |
| Senotín                           | Senotín | Nová Bystřice               | 7,37  | 23              |
| Skalka u Nové Bystřice            | Skalka | Nová Bystřice               | 3,75  | 10              |
| Skrýchov                          | Skrýchov | Studená                     | 4,2   | 42              |
| Slavětín u Slavonic               | Slavětín | Písečné                     | 7,16  | 63              |
| Slavonice                         | Slavonice                                                                                                   | Slavonice                   | 17,34 | 2 549           |
| Smržov u Lomnice nad Lužnicí      | Smržov | Smržov                      | 10,9  | 93              |
| Stajka                            | Stajka | Hatín                       | 1,78  | 50              |
| Stálkov                           | Stálkov | Slavonice                   | 7,74  | 42              |
| Staňkov                           | Staňkov | Staňkov                     | 18,87 | 243             |
| Stará Hlína                       | Stará Hlína                                                                                                 | Třeboň                      | 11,61 | 248             |
| Staré Hobzí                       | Janov, Staré Hobzí                                                                                          | Staré Hobzí                 | 16,7  | 444             |
| Staré Hutě u Veclova              | Veclov | Staré Město pod Landštejnem | 7,05  | 0               |
| Staré Město pod Landštejnem       | Staré Město pod Landštejnem                                                                                 | Staré Město pod Landštejnem | 11,56 | 514             |
| Starý Bozděchov                   | Bukovka, Nový Bozděchov, Starý Bozděchov                                                                    | Horní Radouň                | 5,87  | 60              |
| Stoječín                          | Stoječín | Český Rudolec               | 7,69  | 29              |
| Stráž nad Nežárkou                | Stráž nad Nežárkou                                                                                          | Stráž nad Nežárkou          | 7,94  | 658             |
| Strmilov                          | Strmilov | Strmilov                    | 14,91 | 1 096           |
| Stříbřec                          | Stříbřec | Stříbřec                    | 11,32 | 239             |
| Střížovice u Kunžaku              | Střížovice                                                                                                  | Střížovice                  | 6,42  | 149             |
| Studená                           | Studená | Studená                     | 7,54  | 1 857           |
| Studnice u Lodhéřova              | Studnice | Lodhéřov                    | 6,21  | 139             |
| Suchdol nad Lužnicí               | Suchdol nad Lužnicí                                                                                         | Suchdol nad Lužnicí         | 14,04 | 2 858           |
| Suchdol u Kunžaku                 | Suchdol | Kunžak                      | 3,32  | 12              |
| Sumrakov                          | Sumrakov | Studená                     | 7,39  | 109             |
| Světce                            | Světce | Světce                      | 7,58  | 136             |
| Světlá pod Javořicí               | Světlá | Studená                     | 3,56  | 32              |
| Šach                              | Šach | Volfířov                    | 2,67  | 28              |
| Třebětice u Dačic                 | Třebětice                                                                                                   | Třebětice                   | 6,91  | 297             |
| Třeboň                            | Třeboň I, Třeboň II                                                                                         | Třeboň                      | 23,87 | 7 317           |
| Tušť                              | Tušť | Suchdol nad Lužnicí         | 10,74 | 315             |
| Újezdec u Kardašovy Řečice        | Újezdec | Újezdec                     | 4,22  | 61              |
| Urbaneč                           | Urbaneč | Peč                         | 4,01  | 35              |
| Václavov u Chvaletína             | Václavov | Písečné                     | 1,77  | 3               |
| Valtínov                          | Valtínov | Kunžak                      | 8,67  | 129             |
| Veclov                            | Veclov | Staré Město pod Landštejnem | 2,28  | 10              |
| Velká Lhota u Dačic               | Poldovka, Velká Lhota                                                                                       | Volfířov                    | 3,88  | 166             |
| Velký Jeníkov                     | Velký Jeníkov                                                                                               | Studená                     | 2,57  | 16              |
| Velký Pěčín                       | Velký Pěčín                                                                                                 | Dačice                      | 4,43  | 144             |
| Velký Ratmírov                    | Velký Ratmírov                                                                                              | Velký Ratmírov              | 13,6  | 210             |
| Vesce u Dačic                     | Vesce | Budíškovice                 | 3,78  | 99              |
| Vícemil                           | Vícemil | Vícemil                     | 3,82  | 93              |
| Višňová u Kardašovy Řečice        | Višňová | Višňová                     | 5,79  | 77              |
| Vitíněves                         | Vitíněves                                                                                                   | Staré Město pod Landštejnem | 3,79  | 1               |
| Vlastkovec                        | Vlastkovec                                                                                                  | Slavonice                   | 7,06  | 40              |
| Vlčetínec                         | Vlčetínec                                                                                                   | Vlčetínec                   | 6,22  | 59              |
| Vlčice u Střížovic                | Vlčice | Střížovice                  | 3,14  | 479             |
| Vnorovice                         | Vnorovice                                                                                                   | Staré Hobzí                 | 5,2   | 66              |
| Volfířov                          | Volfířov | Volfířov                    | 7,39  | 217             |
| Vydří                             | Vydří | Vydří                       | 5,85  | 106             |
| Záblatí u Ponědraže               | Záblatí | Záblatí                     | 10,28 | 83              |
| Záhoří                            | Záhoří | Záhoří                      | 3,61  | 129             |
| Zahrádky                          | Zahrádky | Zahrádky                    | 5,07  | 224             |
| Zdešov                            | Zdešov | Jarošov nad Nežárkou        | 4,66  | 173             |
| Žďár u Nové Včelnice              | Žďár | Žďár                        | 6,3   | 60              |
| Žíteč                             | Žíteč | Chlum u Třeboně             | 7,46  | 189             |
| Županovice u Dešné                | Županovice                                                                                                  | Županovice                  | 4,46  | 42              |

Celková výměra 1 943,73 km2